# Pholidolepis
Pholidolepis è un genere di pesci ossei estinto, appartenente agli attinotterigi. Visse nel Giurassico inferiore (circa 200 milioni di anni fa) e i suoi resti sono stati ritrovati in Europa.

## Descrizione
Questo pesce, di piccole dimensioni, non superava la lunghezza di 20 centimetri. L'aspetto era di tipo moderno, e non doveva essere troppo dissimile da quello di un'aringa attuale. Le squame erano sottili e traslucide, al contrario della maggior parte dei pesci della sua epoca. La coda era biforcuta e suggerisce che il folidolepide fosse capace di nuoto veloce. I suoi resti sono stati ritrovati in sedimenti marini e di laguna.

## Classificazione
Il folidolepide è noto attraverso alcuni esemplari rinvenuti nel famoso giacimento di Lyme Regis, in Inghilterra, mentre numerosi altri esemplari sono stati ritrovati nel giacimento di Osteno, in Italia. La specie tipo è Pholidolepis dorsetensis, ma è possibile che gli esemplari italiani appartengano a un'altra specie. Un'altra specie ascritta al genere, con qualche dubbio, è P. africana del Triassico superiore della Tanzania. Il folidolepide appartiene a un gruppo di pesci ossei noti come folidoforiformi, il cui rappresentante più noto è Pholidophorus e che rappresentano una transizione verso gli attinotterigi evoluti a partire dai pesci ossei arcaici come i paleonisciformi.